# Marianna Tolo
Marianna Tolo (Canberra, 2 luglio 1989) è una cestista australiana.

## Carriera
Con l'Australia ha disputato due edizioni dei Giochi olimpici (Rio de Janeiro 2016, Tokyo 2020), tre dei Campionati mondiali (2010, 2014, 2022), quattro dei Campionati oceaniani (2007, 2009, 2011, 2013) e i Campionati asiatici del 2017.